# Johann Kreuzer
Johann Kreuzer (* 29. November 1954 in Lanz) ist ein deutscher Philosophiehistoriker und Hochschullehrer. Er war von 2002 bis 2023 Professor für Geschichte der Philosophie an der Universität Oldenburg.

## Leben
Kreuzer studierte Philosophie, Germanistik sowie Vergleichende Religionswissenschaften an der Universität Tübingen und der Freien Universität Berlin, wo er 1984 promovierte. Von 1987 bis 1992 war er zunächst wissenschaftlicher Mitarbeiter und dann von 1992 bis 1996 Oberassistent im Fach Philosophie an der Bergischen Universität Wuppertal. Nach Vertretungsprofessuren an den Universitäten Münster, Köln und der Humboldt-Universität zu Berlin sowie einer Gastprofessur an der Karls-Universität Prag wurde Kreuzer im Jahr 2002 auf die Professur für Geschichte der Philosophie an der Universität Oldenburg berufen. Er ist Leiter der dortigen Adorno-Forschungsstelle und des Hannah-Arendt-Zentrums sowie seit 2018 Präsident der internationalen Hölderlin-Gesellschaft, deren Vorstand er seit 2010 angehört.

## Schwerpunkte
Die Forschungsschwerpunkte von Johann Kreuzer sind Geschichte und Kritik der Metaphysik von der Antike bis zur Gegenwart, der Deutsche Idealismus mit Schwerpunkt auf Hölderlin, Ästhetische Theorie und Kritische Theorie.

## Publikationen (Auswahl)
Monografien
- Erinnerung. Zum Zusammenhang von Hölderlins theoretischen Fragmenten „Das untergehende Vaterland …“ und „Wenn der Dichter einmal des Geistes mächtig ist …“. Hain, Königstein 1985 (Dissertation, Freie Universität Berlin, 1984).
- Pulchritudo. Vom Erkennen Gottes bei Augustin. Bemerkungen zu den Büchern IX, X und XI der Confessiones. München 1995 (Habilitationsschrift, Universität Wuppertal, 1992).
- Augustinus. Campus, Frankfurt am Main/New York 1995; überarbeitete Ausgabe: Augustinus zur Einführung. Junius, Hamburg 2005; 2., ergänzte Auflage 2013.
- Gestalten mittelalterlicher Philosophie. Augustinus, Eriugena, Eckhart, Tauler, Nikolaus von Kues. Fink, München 2000.

Herausgeberschaften
- Hölderlin-Handbuch. Leben – Werk – Wirkung. Metzler, Stuttgart/Weimar 2002.
- mit Georg Mohr: Die Realität der Zeit. Fink, München 2007.
- Hegels Aktualität. Über die Wirklichkeit der Vernunft in postmetaphysischer Zeit. Fink, München 2010.
- mit Richard Klein und Stefan Müller-Doohm: Adorno-Handbuch. Leben – Werk – Wirkung. Metzler, Stuttgart/Weimar 2011.
- mit Georg Mohr: Vom Sinn des Hörens. Beiträge zur Philosophie der Musik. Königshausen & Neumann, Würzburg 2012.

Artikel
- Spuren Augustins bei Wittgenstein. In: Beiträge der Österreichischen Ludwig Wittgenstein Gesellschaft. Kirchberg am Wechsel 1995.
- Missing Links. Zum Denken der Erinnerung bei Wittgenstein und bei Benjamin und Adorno. In: Wittgenstein-Studien. 1/1996. Passau 1996.
- Wittgenstein über Sehen und Erinnern. In: Beiträge der Österreichischen Ludwig Wittgenstein Gesellschaft. Kirchberg am Wechsel 1998.
- Der Geist als lebendiger Spiegel. Zur Theorie des Intellekts bei Meister Eckhart und Nikolaus von Kues. In: Jahrbuch der Meister Eckhart-Gesellschaft. 4/2010. Stuttgart 2011.